# Autillus
Autillus ist ein Verein von Kinder- und Jugendbuchschaffenden mit Sitz in Zürich. Dieser wurde im Jahr 1996 von einigen Kinder- und Jugendbuchschaffenden (u. a. Regine Schindler und Ingeborg Rotach) gegründet. Am 12. Juni 1996 fand in Bern die Gründungsversammlung. statt.
Einen ersten Auftritt hatte der Verein an der Frankfurter Buchmesse 1998, wo der Verein zusammen mit dem Schweizerischen Institut für Kinder- und Jugendmedien einen Wettbewerb für Illustratoren lancierte.
2012 durfte sich Autillus auf Einladung des SBVV und ProHelvetia an der Abu Dhabi International Book Fair vorstellen.
Seit 2022 gilt der Verein als Schweizer "Nominating Body" für den internationalen Astrid-Lindgren-Gedächtnis-Preis für Kinderliteratur, der mit einem Preisgeld von 5 Millionen schwedischen Kronen der höchstdotierte seiner Art ist.
Inzwischen hat der Verein über 160 Mitglieder aus der ganzen Schweiz. Es sind etwa je zur Hälfte Autoren und Illustratoren, auch aus dem Bereich Comics, die professionell im Bereich Kinder- und Jugendliteratur arbeiten.

## Ziele
Der Verein möchte einerseits die Förderung der Kinder- und Jugendliteratur unterstützen und die Interessen von Kulturschaffenden im Bereich Kinder- und Jugendmedien wahrnehmen. Andererseits soll der Verein das gemeinsame Auftreten nach aussen und den Austausch unter den Mitgliedern sowie die Zusammenarbeit mit anderen Institutionen fördern. Der Verein nimmt regelmässig an Buchmessen in der Schweiz und im Ausland teil, wo die Publikationen der Mitglieder präsentiert werden.

## Organisation
Der Vorstand setzt sich aus vier Mitgliedern zusammen, die auf der Mitgliederversammlung gewählt werden. Stand 2022 gehören Schriftstellern Iris Muhl, Jyoti Guptara und Stefan Bachmann dem Vorstand an. Die Mitgliederversammlung findet einmal jährlich statt.
Die Geschäftsstelle befindet sich in Zürich.